# Yana Kramarenko
Yana Kramarenko (en ucraniano: Яна Крамаренко) es una deportista ucraniana que compitió en remo. Ganó una medalla de plata en el Campeonato Mundial de Remo de 1999, en la prueba de cuatro scull.

## Palmarés internacional
| Campeonato Mundial | Campeonato Mundial      | Campeonato Mundial | Campeonato Mundial |
| Año                | Lugar                   | Medalla            | Prueba             |
| ------------------ | ----------------------- | ------------------ | ------------------ |
| 1999               | St. Catharines (Canadá) | Medalla de plata   | Cuatro scull       |